# Fritz Enzinger
Fritz Enzinger (né le 15 septembre 1956 à Oberwölz Stadt, en Styrie) est un dirigeant automobile autrichien, qui fut vice-président du département LMP1 de Porsche et président exécutif de Porsche Team. 

## Biographie
Fritz Enzinger naît le 15 septembre 1956 à Oberwölz Stadt, en Styrie. Il possède un doctorat en ingénierie mécanique et a travaillé pendant plus de trente ans chez BMW où il occupait des fonctions dans le département voitures de tourisme et aussi aux 24 Heures du Mans notamment lors de la victoire de 1999
En 2011, il rejoint Porsche en tant que vice-président du département LMP1 et président exécutif de Porsche Team avec pour mission la conception de la Porsche 919 Hybrid en vue de remporter une dix-septième victoire aux 24 Heures du Mans. Lors de l'édition 2015, la 919 pilotée par Nico Hülkenberg, Earl Bamber et Nick Tandy remporte la 83e édition de l'épreuve, Porsche réalisant même un doublé. Lors des 6 Heures de Shanghai 2015, Porsche remporte le titre mondial des constructeurs après quatre victoires consécutives.

## Vie privée
Il est marié et a une fille. Il partage avec celles-ci une passion : l'élevage de chevaux islandais. Il réside actuellement à Stuttgart (Allemagne).

## Distinctions
- Manager de l'année, selon le magazine Autohebdo, dans le No 2043 paru le 23 décembre 2015.